# Fungicola
Fungicola is een geslacht van krabben uit de familie Cryptochiridae.

## Soorten
- Fungicola fagei (Fize & Serène, 1956)
- Fungicola syzygia Van der Meij, 2015
- Fungicola utinomi (Fize & Serène, 1956)